# يانسن هاركنز
يانسن هاركنز (بالإنجليزية: Jansen Harkins)‏ هو لاعب هوكي الجليد كندي وأمريكي، ولد في 23 مايو 1997 في كليفلاند في الولايات المتحدة.

## وصلات خارجية
- يانسن هاركنز على موقع دوري الهوكي الوطني (الإنجليزية)
- يانسن هاركنز على موقع EliteProspects.com (الإنجليزية)
- يانسن هاركنز على موقع HockeyDB.com (الإنجليزية)
- يانسن هاركنز على موقع Hockey-Reference.com (الإنجليزية)